# جان آستون جونیور
جان آستون جونیور (انگلیسی: John Aston, Jr.؛ زادهٔ ۲۸ ژوئن ۱۹۴۷) یک بازیکن فوتبال اهل بریتانیا است.
از باشگاه‌هایی که در آن بازی کرده‌است می‌توان به لوتون تاون، منزفیلد تاون، بلکبرن راورز، و منچستر یونایتد اشاره کرد.